# Melvin Koetsier
Melvin Koetsier (Borne, 29 januari 1989) is een Nederlands voormalig profvoetballer.

## Biografie
Koetsier doorliep, nadat hij bij RKSV NEO werd gescout, de jeugdopleiding van FC Twente waarmee hij het landskampioenschap bij de jeugd met de A1 in 2007 behaalde alsmede de Super Cup voor A Junioren won. Een jaar later werd hij ook met Jong FC Twente kampioen van Nederland. In de zomer van 2009 kreeg hij een profcontract bij RBC Roosendaal. waarvoor hij tot het faillissement van RBC zou uitkomen. Daarna kreeg hij geen profcontract meer en kwam hij onder andere uit voor HSC '21 en Excelsior '31.

## Statistieken
| Seizoen | Club           | Land      | Competitie     | Wed. | Goals |
| ------- | -------------- | --------- | -------------- | ---- | ----- |
| 2009/10 | RBC Roosendaal | Nederland | Eerste divisie | 26   | 0     |
| 2010/11 | RBC Roosendaal | Nederland | Eerste divisie | 4    | 0     |
| Totaal  | Totaal         | Totaal    | Totaal         | 30   | 0     |